# Penelope Rosemont
Penelope Rosemont (Chicago, 1942) è una pittrice, fotografa e scrittrice statunitense e autrice di collage di matrice surrealista.

## Biografia
Discendente da boemi liberi pensatori emigrati negli Stati Uniti d'America a metà dell'Ottocento, è nata a Chicago ed ha frequentato il Lake Forest College nell'Illinois. Ben presto dimostra simpatia per il radicalismo ed entra nel gruppo dei Rebel Worker di Chicago, l'ala sinistra della Beat Generation.
Insieme al marito Franklin, a Parigi nel 1966 viene accolta da Breton nel gruppo surrealista, che frequenta quotidianamente per diversi mesi al Café Promenade de Venus. Rientrati negli Stati Uniti, i coniugi Rosemont fondano a Chicago il primo gruppo surrealista statunitense.
Nel 1968 prende parte all'esposizione del gruppo surrealista statunitense presso la galleria «Bugs Bunny»; i suoi dipinti sono stati esposti nelle principali mostre surrealiste in Francia, Gran Bretagna, Paesi Bassi, Messico ed in altri Paesi, fra cui l'Italia, alla manifestazione Arte ed alchimia presso la Biennale di Venezia del 1986.
Ha creato vari collage di matrice surrealista fra cui due nuove estensioni, la landscapade e la prehensilhouette, oltre all'insect music, in cui alcune figure ritagliate sono poste sullo sfondo di una partitura.
Nel 1970 viene pubblicato il suo primo libro di poesie, Athanor, mentre il secondo, Beware of the Ice, illustrato da Enrico Baj, esce nel 1992.
Come scrittrice ha trattato di surrealismo in diverse raccolte di articoli e saggi: The forecast is hot! (1997), pubblicato insieme al marito, l'antologia Surrealist Women (1998) e Surrealist Experiences (1999). È autrice dell'autobiografia Dreams & Everyday Life, André Breton, Surrealism, Rebel Worker, SDS & the Seven Cities of Cibola, di  alcune biografie e della prefazione di Crime & Criminals: Address to the Prisoners in the Cook County Jail & Other Writings on Crime scritto da Clarence Darrow. Insieme a Janina Ciezadlo ha curato una raccolta di storie vere di Chicago: Armitage Avenue Transcendentalists (2009).
Ha inoltre collaborato alla curatela di Arsenal : Surrealist Subversion e di Free Spirits, ed ha contribuito a pubblicazioni surrealiste in tutto il mondo, fra cui Archibras, Phases, e Le Désir libertaire a Parigi, Analogon a Praga, Brumes Blondes ad Amsterdam e Salamandra in Spagna, oltre a periodici radicali statunitensi quali Radical America e Earth first!.
Nel 1983, insieme al marito Franklin, assume la direzione della casa editrice Charles H. Kerr & Company.
Nel 2000 il suo dipinto The Night Time is the Right Time viene selezionato dal «Chicago Jazz Institute» per la maglietta del Festival Jazz di Chicago.
Nel 2001 l'unità operativa per le "pubblicazioni alternative" della American Library Association (ALA), associazione delle biblioteche statunitensi, ha insignito Penelope e Franklin Rosemont del premio «Jackie Eubanks Memorial» per i risultati raggiunti nella promozione dell'acquisizione e dell'utilizzo di materiali alternativi nelle biblioteche.

## Alcuni scritti
- (EN)  Penelope Rosemont, Athanor, Chicago, Black Swan Press, 1970, ISBN non esistente, OCLC 13244615.
- (EN)  Penelope Rosemont e Enrico Baj, Beware of the ice : and other poems, Chicago, Black Swan Press, 1992, ISBN non esistente, OCLC 29761706.
- (EN)  Franklin Rosemont, Penelope Rosemont e Paul Garon, The forecast is hot! : tracts & other collective declarations of the Surrealist movement in the United States, 1966-1976, Chicago, Black Swan Press, 1997, ISBN 0941194299, OCLC 38048366.
- (EN) Penelope Rosemont, Surrealist women : an international anthology, Austin, University of Texas Press, 1998,  pp. 320-321, 425-430, ISBN 029277088X, LCCN 97035357, OCLC 185676515, SBN UFI0341756.
- (EN)  Penelope Rosemont, Surrealist experiences : 1001 dawns, 221 midnights, Chicago, Black Swan Press, 1999, ISBN 0941194434, OCLC 59541046.
- (EN)  Penelope Rosemont, Dreams & everyday life : André Breton, surrealism, the IWW, Rebel Worker, Students for a Democratic Society and the Seven Cities of Cibola in Chicago, Paris & London : a 1960s notebook, Chicago, Charles H. Kerr Pub. Co., 2008, ISBN 978-0-88286-284-2, OCLC 225852399.
- (EN)  Penelope Rosemont, Insect music : surrealism alchemy and the image, s.l., Red Door Studios, 2012, ISBN non esistente, OCLC 832326329.